# 全日空機宮崎空港オーバーラン事故
全日空機宮崎空港オーバーラン事故（ぜんにっくうきみやざきくうこうオーバーランじこ）とは、1969年（昭和44年）に発生した航空事故である。

## 事故の概要
1969年10月20日、鹿児島空港（旧）を離陸した全日本空輸104便はYS-11（機体記号：JA8708）で運航されていた。午後2時ごろに宮崎空港を日向灘方向から自動誘導着陸方式で進入し、東側から着陸滑走中、過走帯末端から逸脱し滑走路端200m離れた山内川の土手で欄座し、機首と主翼が大破した。この事故で乗員4名乗客49名のうち乗員乗客43名が負傷し、そのうち8名が重傷だった。負傷者の中には新婚旅行中のカップルも含まれていた。また空港は一時閉鎖されたが、事故機と反対側の滑走路は使用可能であるとして数時間後には再開された。

## 事故原因
1970年6月30日に、運輸省航空事故調査委員会（当時）は、事故原因はパイロットミスと気象条件が複合したためとした。当日の宮崎空港付近の気象条件は悪く、午前には全日空のボーイング727が着陸復航していた。事故機は激しい雨と追い風の中で着陸しようとしたが、事故機の接地速度が着陸重量に対応した速度を上回ったうえに、接地点がかなり内側であった。ハイドロプレーニング現象による影響もありオーバーランしたと推定された。
また、当時の全日空はジェット機導入と路線拡大のためパイロット不足に陥っており、事故機のパイロット（当時31歳）も機長昇格が早めになされており、経験不足であったとの指摘もある。実際に事故機の機長が路線運航で宮崎空港に着陸したのは数度しかなく、この事故当日のように悪天候のなか難しい着陸をするのも初めてであったためである。